# Kia Venga
Kia Venga je mini MPV speciálně navržené pro evropský trh. Korejská automobilka Kia Motors představila tento model v roce 2009 na autosalonu ve Frankfurtu. Tento malý vůz je postaven na stejné platformě jako je Hyundai i20, Hyundai ix20 a Kia Soul.
Venga byla navržena designérem Peterem Schreyerem a v prosinci 2010 vyhrála ocenění Red Dot Design 2010.

## Variabilita
O tomto malém MPV se mluví především díky jeho variabilitě. Základní velikost zavazadlového prostoru je 440 l. Snížením podlahy pak dosáhneme objemu 552 l. Sklopením opěradel zadních sedadel lze získat úplně rovnou podlahu a 1486 litrový přepravní prostor.

## Motorizace
| Motor                              | 1,4 CVVT Benzín 90 k | 1,6 CVVT Benzín 90 k  | 1,4 CRDi Diesel 90 k |
| ---------------------------------- | -------------------- | --------------------- | -------------------- |
| Typ motoru                         | Řadový čtyřválec     | Řadový čtyřválec      | Řadový čtyřválec     |
| Zdvihový objem (ccm)               | 1 396                | 1 591                 | 1 396                |
| Max. výkon (kW / ot / min)         | 66 / 6 000           | 92 / 6 300            | 66 / 4 000           |
| Max. točivý moment (Nm / ot / min) | 137,3 / 4 000        | 156,0 / 4 200         | 220 / 1 750 - 2 750  |
| Maximální rychlost (km / hod.)     | 167                  | 183 (6MT) / 178 (4AT) | 167                  |